# 자이푸
자이푸(載扶, 1878년 ~ 1935년)은 중국 청나라의 황족 종실이다.
본명은 아이신 교로 짜이위안(愛新覺羅 載援, 애신각라 재원, 1887년 9세 시절 개명)이며 아명은 아이신 교로 짜이보(愛新覺羅 載𢱿)이다.
그의 생전에는 흔히 그의 생전 아명을 따서 자이푸라 통칭하였다. 1912년 청나라가 멸망할 때까지 천진소보국공(天津小輔國公)이라는 작위를 지냈다.

## 생애
청나라 초대 내각총리대신을 지낸 황족 종실 겸 정치가인 경밀친왕 혁광의 서얼(庶孼)으로 출생한 그는 청년 시절이던 1895년에서부터 1906년까지 11년간 상하이에서 카지노와 도박과 요리의 달인으로 일컬어진 당대의 훈남이자 낭만주의자였고 결혼 이전까지 여염집 여식들 혹은 귀족 집안 여식들과 함께 자유연애를 즐겼으며 아버지 경밀친왕의 정략 결혼 조치를 받아 보르지기트 할라 귀족 집안 여식과 결혼하였고 이후 자신의 심기에 부합하였던 퉁기야 할라 귀족 집안의 여식을 측실로 가례하였다.
1906년에서부터 1912년까지 청나라 황족 종실 장군으로 베이핑 조정에서 복무한 전력이 있다.